# Caha
Caha (irl. An Ceachach) – pasmo piaskowcowych wzniesień, określanych jako góry, na półwyspie Beara, w irlandzkim hrabstwie Cork. Wiek skał określono na dewon, a czas fałdowania jako orogenezę waryscyjską. Najwyższy szczyt to Hungry Hill, o wysokości 685 m n.p.m.